# Li Jiao
Pour les articles homonymes, voir Li.
Li Jiao (née le 15 janvier 1973 à Qingdao) est une joueuse de tennis de table née chinoise mais qui représente désormais les Pays-Bas.
Elle réside à Heerhugowaard. Elle est licenciée dans le club de Li-Ning/Infinity Heerlen
Elle a remporté deux Top 12 européen en 2007 et 2008 et a terminé deux fois 3e en 2005 et 2006.
Elle a été championne d'Europe par équipe en 2008 à St Pétersbourg et championne d'Europe en simple en 2007 à Belgrade.
Elle a gagné deux Pro-tour en 2004 à Varsovie et en 2008 à Velenje.
Elle a participé aux Jeux olympiques d'été de 2008 où elle s'est inclinée en 1/8 de finale. Elle remporte le titre simple dames lors des Championnats d'Europe de tennis de table 2011.